# Robert Piris
Robert Ayrton Piris Da Motta (ur. 26 lipca 1994 w Ciudad del Este) – paragwajski piłkarz występujący na pozycji pomocnika w paragwajskim klubie Olimpia. Wychowanek Rubio Ñú. Znalazł się w kadrze reprezentacji Paragwaju na Copa América 2016.